# 두뇌왕 아인슈타인
《두뇌왕 아인슈타인》은 2007년 11월 11일부터 2008년 3월 30일까지 KBS 2TV에서 방송된 예능 프로그램이다.

## 기획 의도
두뇌 개발에 효과적인 다양한 게임과 퀴즈를 출제해 MC와 연예인 패널들이 출연해 두뇌 대결을 펼치는 프로그램.

## 같이 보기
관련 항목
- 오락

방송 프로그램
- 퀴즈 천하통일 (EBS TV)
- 유쾌한 스튜디오 (MBC TV)
- 진실게임 (SBS TV)